# Hugh Seton-Watson
George Hugh Nicolas Seton-Watson (Londres, 15 de febrero de 1916-Washington, 19 de diciembre de 1984), más conocido como Hugh Seton-Watson, fue un historiador británico, hijo de Robert William Seton-Watson y hermano de Christopher Seton-Watson, con quienes compartió profesión.

## Biografía
Nació en Londres el 15 de febrero de 1916, el segundo hijo de R. W. Seton-Watson, teniendo como hermano a Christopher Seton-Watson. Tras estudiar en Winchester y en el New College de Oxford, se especializaría en el estudio de la historia de Europa del Este. Durante los primeros años de la Segunda Guerra Mundial ejerció como diplomático en Bucarest y Belgrado, y más tarde ingresó en la Dirección de Operaciones Especiales, para la que trabajaría en Estambul y El Cairo en labores de inteligencia. Durante una etapa temprana en su vida «idealizó» a la Unión Soviética, pero a finales de la Segunda Guerra Mundial ya se había desilusionado con esta.
Seton-Watson escribió su primer gran obra, Eastern Europe between the Wars, 1918–1941 (publicada en 1945), en Ciudad del Cabo, durante su viaje desde Italia a Gran Bretaña tras la caída de Yugoslavia en abril de 1941, y la terminaría en El Cairo, en plena batalla de El Alamein.
En 1945 fue nombrado prelector (praelector) de Política en el University College de Oxford. En 1951 se hizo con la cátedra de Historia Rusa en la Universidad de Londres, donde permanecería hasta 1983, con gran influencia en los enfoques británicos y estadounidenses sobre la Unión Soviética durante la Guerra Fría. Posteriormente se convertiría en Profesor Emérito de Historia Rusa.
Después de publicar The Decline of Imperial Russia, 1855–1914 en 1952, Seton-Watson publicó su obra más conocida: The Russian Empire, 1801–1917 en 1967, la historia canónica sobre el Imperio zarista en el largo siglo xix para toda una generación. En la década siguiente su Nations and States: an Enquiry into the Origins of Nations and the Politics of Nationalism (1977) hizo una contribución fundamental al estudio del nacionalismo.
Empezando en 1957 en la Universidad de Columbia, visitó con regularidad instituciones en los Estados Unidos para impartir conferencias y realizar investigaciones. Durante beca trimestral (empezada en octubre de 1984) en el Centro Internacional para Académicos Woodrow Wilson enfermó con problemas pulmonares y fue ingresado en el Hospital de la Universidad de Georgetown (Washington). Allí falleció tres semanas después, el 19 de diciembre de 1984.

## Obra
Entre sus publicaciones se encuentran:
- Eastern Europe between the Wars, 1918-1941 (Cambridge University Press, 1945)[12][13]
- The East European Revolution (Methuen, 1950)[14]
- The Decline of Imperial Russia, 1855-1914 (Methuen & Co, 1952)[15]
- The Pattern of Communist Revolution (Methuen, 1953)[16]
- From Lenin to Malenkov (Frederick A. Praeger, 1953)[17][18][c]
- Neither War Nor Peace: The Struggle for Power in the Postwar World (Frederick A. Praeger, 1960)[2]
- Nationalism and Communism, Essays 1946–1963 (Frederick A. Praeger, 1964)[19]
- Nationalism Old and New (Methuen, 1965)
- The Russian Empire 1801-1917 (Oxford University Press, 1968)[20]
- The New Imperialism: A Background Book (The Bodley Head, 1971)[21][d]
- The "Sick Heart" of Modern Europe: The Problem of the Danubian Lands (University of Washington Press, 1975)[22]
- Nations and States. An Enquiry into the Origins of Nations and the Politics of Nationalism (Westview Press, 1977)[23]
- The Imperialist Revolutionaries: Trends in World Communism in the 1960s and 1970s (Hoover Institution Press, 1978)[24]
- Language and National Consciousness (Oxford University Press, 1981)
- The Making of a New Europe: R. W. Seton-Watson and the Last Years of Austria-Hungary (Methuen, 1981), una biografía de su padre que escribió junto con su hermano Christopher.[3]

Publicadas como obra póstuma:
- From Lenin to Khrushchev: The History of World Communism (Westview Press, 1985)
- R.W. Seton-Watson and the Roumanians, 1906–1920 (ed. con Cornelia Bodea, 2 vols., Editura Științifică și Enciclopedică, Bucarest, 1988)